# Stichocotyle nephropis
Stichocotyle nephropis är en plattmaskart som beskrevs av Cunningham 1884. Stichocotyle nephropis ingår i släktet Stichocotyle och familjen Stichocotylidae. Arten är reproducerande i Sverige. Inga underarter finns listade i Catalogue of Life.